# Supertarea
En filosofía, una supertarea es una secuencia de operaciones infinita pero numerable que se producen secuencialmente dentro de un intervalo de tiempo finito. Las supertareas se denominan hipertareas cuando el número de operaciones se convierte en infinito y no numerable. Una hipertarea que incluye una operación para cada número ordinal se llama ultratarea. El término supertarea fue acuñado por el filósofo James F. Thomson, quien ideó el problema de la lámpara de Thomson. El término hipertarea deriva de Clark y Read en su artículo con ese nombre.

## Historia

### Zenón

#### Movimiento
El origen del interés en las supertareas normalmente se atribuye a Zenón de Elea, quien mediante razonamientos en forma de aporías argumentaba que el movimiento es imposible. Argumentó lo siguiente: supóngase que el veloz Aquiles desea moverse de A a B. Para lograr esto, debe recorrer la mitad de la distancia de A a B. Y para llegar desde el punto medio de AB a B, Aquiles debe atravesar la mitad de esta distancia, y así sucesivamente. Sin embargo, por muchas veces que realice una de estas tareas "de desplazamiento", le queda otra por hacer antes de llegar a B. Por lo tanto, según Zenón, ese movimiento (viajar una distancia no nula en un tiempo finito) es una supertarea. Zenón argumentaba además que las supertareas no son posibles (¿cómo puede completarse esta secuencia, si para cada recorrido hay otro por delante?). En consecuencia, deduce que el movimiento es imposible.
El argumento de Zenón toma la siguiente forma:
1. El movimiento es una supertarea, porque la finalización del movimiento sobre cualquier distancia establecida implica un número infinito de pasos.
2. Las supertareas son imposibles.
3. Por lo tanto, el movimiento es imposible.

La mayoría de los filósofos posteriores rechazan la audaz conclusión de Zenón en favor del sentido común. En su lugar, dan vuelta a su argumento (asumiendo que es válido) y lo toman como una prueba por contradicción donde se da por sentada la posibilidad del movimiento. Aceptan la posibilidad del movimiento y aplican modus tollendo tollens (la contraposición lógica) al argumento de Zenón para llegar a la conclusión de que, o bien el movimiento no es una supertarea, o no todas las supertareas son imposibles.

#### Aquiles y la tortuga
El propio Zenón también discutió la noción del problema que denominó "Aquiles y la tortuga". Supóngase que Aquiles es el corredor más rápido y se mueve a una velocidad de 1 m/s, mientras persigue a una tortuga, un animal conocido por ser lento, que se mueve a 0.1 m/s. Sin embargo, la tortuga comienza 0,9 metros más adelante. El sentido común parece mostrar que Aquiles alcanzará a la tortuga después de exactamente 1 segundo, pero Zenón sostiene que este no es el caso. En cambio, sugiere que Aquiles debe llegar inevitablemente al punto en el que comenzó la tortuga, pero para cuando haya logrado esto, la tortuga ya habrá pasado a otro punto. Esto continúa, y cada vez que Aquiles alcanza la marca donde estaba la tortuga, la tortuga habrá alcanzado un nuevo punto con el que Aquiles tendrá que ponerse al día; mientras comienza con 0.9 metros, se convierte en 0.09 metros adicionales, luego 0.009 metros, y así sucesivamente, infinitamente. Si bien estas distancias llegarán a ser muy pequeñas, seguirán siendo finitas, mientras que la persecución de Aquiles de la tortuga se convertirá en una supertarea sin fin. Históricamente, se han hecho muchos comentarios sobre esta paradoja en particular; y se ha llegado a afirmar que pone de manifiesto una laguna en el sentido común.

### Thomson
James F. Thomson creyó que el movimiento no era una supertarea, y negó enfáticamente que las supertareas sean posibles. La prueba que Thomson ofreció a la última afirmación involucra lo que probablemente se ha convertido en el ejemplo más famoso de supertarea desde Zenón. La lámpara de Thomson puede estar encendida o apagada. En el momento t = 0, la lámpara está apagada, en el momento t = 1/2 está encendida, en el tiempo t = 3/4 (= 1/2 + 1/4) está apagada, en t = 7/8 (= 1 / 2 + 1/4 + 1/8) está encendida, etc. Surge la pregunta natural: en t = 1, ¿está encendida o apagada la lámpara? No parece haber ninguna forma no arbitraria de decidir esta cuestión. Thomson va más allá y afirma que esto es una contradicción. Sostiene que la lámpara no puede estar encendida porque nunca hubo un punto en el que no estaba apagada inmediatamente. Y de manera similar, afirma que no se puede apagar porque nunca hubo un punto en el que no se encendió de inmediato. Según el razonamiento de Thomson, la lámpara no está encendida ni apagada, pero, de acuerdo con las reglas del problema, debe estar encendida o apagada, lo que implica una contradicción. Thomson por lo tanto opina que las supertareas son imposibles.

### Benacerraf
Paul Benacerraf piensa que las supertareas son al menos lógicamente posibles a pesar de la aparente contradicción de Thomson. Benacerraf está de acuerdo con Thomson en la medida en que el experimento que él describió no determina el estado de la lámpara en t = 1. Sin embargo, no está de acuerdo con Thomson en que se pueda derivar una contradicción de esto, ya que el estado de la lámpara en t = 1 no es necesario que esté determinado lógicamente por los estados anteriores. La implicación lógica no impide que la lámpara se encienda, apague o desaparezca por completo para ser reemplazada por una calabaza tirada por un caballo. Hay mundos posibles en los que se enciende la lámpara de Thomson, y mundos en los que está apagada, sin mencionar muchos otros en los que suceden cosas raras y maravillosas en t = 1. La aparente arbitrariedad surge del hecho de que el experimento de Thomson no contiene suficiente información para determinar el estado de la lámpara en t = 1, más o menos como no se puede encontrar nada en la obra de Shakespeare para determinar si Hamlet era zurdo o diestro.
Entonces, ¿qué pasa con la contradicción? Benacerraf demostró que Thomson había cometido un error. Cuando afirmaba que la lámpara no podía estar encendida porque nunca estaba encendida sin apagarse de nuevo, se aplicaba solo a instantes de tiempo "estrictamente menores que 1". No se aplica a 1 porque 1 no aparece en la secuencia {0, 1/2, 3/4, 7/8, ...} mientras que el experimento de Thomson solo especificaba el estado de la lámpara para los tiempos de esta secuencia.

### Literatura moderna
La mayor parte de la literatura moderna proviene de los descendientes de Benacerraf, quienes tácitamente aceptan la posibilidad de supertareas. Los filósofos que defienden su imposibilidad no tienden a hacerlo por los mismos motivos que Thomson, sino porque tienen reparos con la noción misma del infinito. Por supuesto que hay excepciones. Por ejemplo, McLaughlin afirma que la lámpara de Thomson es inconsistente si se analiza con teoría de conjuntos interna, una variante del análisis real.

#### Filosofía de las matemáticas
Si las supertareas son posibles, entonces la verdad o falsedad de proposiciones desconocidas de la teoría de los números, como la conjetura de Goldbach, o incluso las proposiciones de indecidibilidad podrían determinarse en un tiempo finito mediante una búsqueda de fuerza bruta del conjunto de todos los números naturales. Sin embargo, esto estaría en contradicción con la tesis de Church-Turing. Algunos han argumentado que esto plantea un problema para el intuicionismo, ya que el intuicionista debe distinguir entre cosas que de hecho no se pueden probar (porque son demasiado largas o complicadas; por ejemplo, la "Curiosa Inferencia" de George Boolos), pero no obstante, se consideran "demostrables", y aquellas que "son" demostrables mediante fuerza bruta infinita en el sentido anterior.

#### Posibilidad física
También se argumenta que la lámpara de Thomson es físicamente imposible, ya que debe tener partes moviéndose a velocidades más rápidas que la velocidad de la luz (por ejemplo, el interruptor de la lámpara). Adolf Grünbaum sugiere que la lámpara podría tener una tira de cable que, cuando se levanta, interrumpe el circuito y apaga la lámpara; esta tira podría levantarse una distancia más pequeña cada vez que se apague la lámpara, manteniendo una velocidad constante. Sin embargo, tal diseño finalmente fallaría, ya que eventualmente la distancia entre los contactos sería tan pequeña como para permitir que los electrones saltasen la brecha, evitando que el circuito se interrumpiera.
Se han sugerido otras supertareas físicamente posibles. En una propuesta, una persona (o entidad) cuenta hacia arriba desde 1, tomando una cantidad de tiempo infinita, mientras que otra persona observa esto desde un marco de referencia donde ocurre esto en un espacio de tiempo finito. Para el contador, esto no es una supertarea, pero para el observador, lo es. (Esto podría ocurrir teóricamente debido a dilatación del tiempo, por ejemplo, si el observador caía en un agujero negro mientras observaba un contador cuya posición está fija en relación con la singularidad).
Davies en su artículo "Construyendo máquinas infinitas" inventó un dispositivo que, según él, es físicamente posible hasta la infinita divisibilidad. Se trata de una máquina que crea una réplica exacta de sí misma, pero tiene la mitad de su tamaño y el doble de velocidad. Aun así, ya sea para un humano o cualquier dispositivo, para percibir o actuar sobre el estado de la lámpara, es necesario realizar alguna medición, por ejemplo, la luz de la lámpara tendría que alcanzar un ojo o un sensor. Cualquier medida de este tipo implicará un marco de tiempo fijo, sin importar qué tan pequeña sea, y por lo tanto, en algún punto la medición del estado será imposible. Dado que el estado en t = 1 no se puede determinar incluso en principio, no tiene sentido hablar de que la lámpara esté encendida o apagada.
Gustavo E. Romero en el documento 'El colapso de las supertareas' sostiene que cualquier intento de llevar a cabo una supertarea se traducirá en la formación de un agujero negro, haciendo que las supertareas sean físicamente imposibles.

#### Super máquinas de Turing
El impacto de las supertareas en la ciencia de la computación teórica ha desencadenado algunos trabajos nuevos e interesantes, por ejemplo, la obra de Hamkins y Lewis "Infinite Time Turing Machine".

## Supertareas notables

### La paradoja de Ross-Littlewood
Supóngase que hay un jarrón capaz de contener infinitas canicas y una colección infinita de canicas etiquetadas 1, 2, 3, etc. En el momento t = 0, las canicas 1 a 10 se colocan en el frasco y la canica 1 se retira. En t = 0.5, las canicas 11 a 20 se colocan en el jarrón y la canica 2 se saca; en t = 0.75, las canicas 21 a 30 se colocan en el jarrón y la canica 3 se retira; y en general, en el momento t = 1 - 0.5n, las canicas 10n + 1 a 10n + 10 se colocan en el frasco y la canica n + 1 se saca. ¿Cuántas canicas hay en el frasco en el momento t = 1?
Un argumento establece que debería haber infinitas canicas en el frasco, porque en cada paso antes de t = 1, el número de canicas aumenta con respecto al paso anterior y lo hace de manera ilimitada. Un segundo argumento, sin embargo, muestra que el frasco está vacío. Considere el siguiente argumento: si el frasco no está vacío, debe haber una canica en el frasco. Digamos que esa canica está etiquetada con el número n. Pero en el momento t = 1 - 0.5(n - 1), la canica n ha sido retirada, por lo que la canica n no puede estar en el jarrón. Esto es una contradicción, por lo que el jarrón debe estar vacío. La paradoja de Ross-Littlewood es que aquí se dispone de dos argumentos aparentemente perfectos con conclusiones completamente opuestas.
Otras complicaciones son introducidas por la siguiente variante. Supóngase que se sigue el mismo proceso anterior, pero en lugar de eliminar la canica 1 en t = 0, se saca la canica 2. Y, en t = 0.5 se saca la canica 3, en t= 0,75 la canica 4, etc. Luego, se puede usar la misma lógica desde arriba para mostrar que cuando t= 1, la canica 1 todavía está en el jarrón, y no hay ninguna más. De manera similar, se pueden idear escenarios donde al final, queden 2 canicas, o 17 o, por supuesto, infinitas. Pero, de nuevo, esto es paradójico: dado que en todas estas variaciones se agrega o saca la misma cantidad de canicas en cada paso del camino, ¿cómo puede diferir el resultado final?
Algunas personas deciden simplemente aceptar el razonamiento, y dicen que aparentemente el resultado final depende de qué canicas se sacan en cada instante. Sin embargo, un problema inmediato con esa visión es que se puede pensar en el experimento  mental en el que ninguna de las canicas esté realmente etiquetada, y por lo tanto, todas las variaciones anteriores son simplemente formas diferentes de describir el mismo proceso; parece irrazonable decir que el resultado final de un proceso real dependa de la forma en que se describa lo que sucede.
Además, Allis y Koetsier ofrecieron la siguiente variación en este experimento mental: en t = 0, las canicas 1 a 9 se colocan en el frasco, pero en lugar de sacar una canica, escriben un 0 después del 1 en la etiqueta. de la primera canica para que ahora se etiqueta "10". En t = 0.5, las canicas 11 a 19 se colocan en la jarra, y en lugar de sacar la canica 2, se escribe un 0 en ella, marcándola como 20. El proceso se repite hasta el infinito. Ahora, observe que el resultado final en cada paso de este proceso es el mismo que en el experimento original, y de hecho permanece la paradoja: ya que en cada paso en el camino, se agregaron más canicas, debe haber infinitas canicas al final, pero al mismo tiempo, dado que cada canica con el número n se eliminó en t = 1 - 0.5n - 1, no se pueden dejar canicas al final. Sin embargo, en este experimento, nunca se sacan canicas, por lo que cualquier conversación sobre el resultado final "dependiendo" de las canicas que se sacan en el camino se hace imposible.
Una variación desnuda que realmente va directamente al corazón de todo esto es la siguiente: en t = 0, hay una canica en el jarrón con el número 0 escrito en él. En t = 0.5, el número 0 en la canica se reemplaza con el número 1, en t = 0.75, el número se cambia a 2, etc. Ahora, no se agregan ni quitan canicas del tarro, por lo que en t = 1, todavía debe haber exactamente esa canica en el tarro. Sin embargo, dado que siempre reemplazamos el número en esa canica con algún otro número, debería tener un número n, y eso es imposible porque sabemos exactamente cuándo se reemplazó ese número, y nunca se volvió a repetir más tarde. En otras palabras, también podemos razonar que no se puede dejar ninguna canica al final de este proceso, lo cual es una gran paradoja.
Por supuesto, sería prudente prestar atención a las palabras de Benacerraf que los estados del jarrón antes de t = 1 no determinan lógicamente el estado en t = 1. Por lo tanto, ni el argumento de Ross ni el de Allis y Koetsier para el estado del jarrón en t = 1 procede únicamente por medios lógicos. Por lo tanto, se debe introducir alguna premisa adicional para poder decir algo sobre el estado del jarrón en t = 1. Allis y Koetsier creen que tal premisa adicional puede ser proporcionada por la ley física de que las canicas tienen espacio continuo, rutas de tiempo y, por lo tanto, el hecho de que para cada  n , el mármol  n  está fuera de la jarra para  t  < 1, debe implicar que sigue afuera del jarrón para t = 1 por continuidad. Por ende, la contradicción y la paradoja permanecen. 
Una solución obvia a todos estos enigmas y paradojas es decir que las supertareas son imposibles. Si las supertareas son imposibles, entonces la mera asunción de que todos estos resultados deben tener una suerte de 'resultado final' es errónea, previniendo que todo el razonamiento consiguiente (llevando a las contradicciones) ocurra.

### Paradoja de Benardete
La "Paradoja de los dioses", ideada por J. A. Benardete, ha suscitado un considerable interés:

Un hombre camina una milla desde un punto α. Pero hay una infinidad de dioses, cada uno de los cuales, desconocido para los demás, intenta obstruirlo. Uno de ellos levantará una barrera para detener su avance adicional si alcanza el punto de media milla, un segundo si alcanza el punto de cuarto de milla, un tercero si recorre un octavo de milla, y así sucesivamente hasta el infinito. Por lo tanto, ni siquiera puede empezar, ya que, por corta que sea la distancia que recorra, ya habrá sido detenido por una barrera. Pero en ese caso, no se levantará ninguna barrera, de modo que no hay nada que lo detenga. Se ha visto obligado a quedarse donde está por las meras intenciones no cumplidas de los dioses.
M. ClarkParadoxes from A to Z

### Kara de Laraudogoitia
Esta supertarea, propuesta por J. P. Laraudogoitia, es un ejemplo de indeterminación en mecánica clásica. La supertarea consiste en una colección infinita de masas puntuales estacionarias. Las masas puntuales son todas de masa m y se colocan en una línea AB que tiene a metros de longitud, en las posiciones B, AB/2 AB/4, AB/8, y así sucesivamente. La primera partícula en B se acelera a una velocidad de un metro por segundo hacia A. De acuerdo con las leyes de la mecánica newtoniana, cuando la primera partícula choca con la segunda, se detendrá y la segunda partícula heredará su velocidad de 1 m/s. Este proceso continuará como una cantidad infinita de colisiones, y después de 1 segundo, todas las colisiones habrán terminado ya que todas las partículas se movían a 1 metro por segundo. Sin embargo, ninguna partícula emergerá de A, ya que no hay una última partícula en la secuencia. De ello se deduce que todas las partículas están ahora en reposo, contradiciendo la conservación de la energía. Ahora las leyes de la mecánica newtoniana son invariantes en la inversión de tiempo; es decir, si cambiamos la dirección del tiempo, todas las leyes seguirán siendo las mismas. Si el tiempo se invierte en esta supertarea, se tiene un sistema de masas de puntos estacionarios en A a AB/2 que, al azar, comenzarán a chocar entre sí de manera espontánea, lo que resultará en una partícula alejándose de B a una velocidad de 1 m/s. Alper y Bridger han cuestionado el razonamiento en esta supertarea, invocando la distinción entre el infinito real y el potencial.

### La super máquina de Davies
Propuesto por E. B. Davies, es una máquina que puede, en el espacio de media hora, crear una réplica exacta de sí misma que sea la mitad de su tamaño y capaz de duplicar su velocidad de replicación. Esta réplica a su vez creará una versión aún más rápida de sí misma con las mismas especificaciones, lo que resultará en una supertarea que finaliza después de una hora. Si, además, las máquinas crean un enlace de comunicación entre la máquina principal y la secundaria que produce un ancho de banda sucesivamente más rápido y las máquinas son capaces de aritmética simple, las máquinas pueden usarse para realizar pruebas de fuerza bruta de conjeturas desconocidas. Sin embargo, Davies también señala que, debido a las propiedades fundamentales del universo real, como mecánica cuántica, ruido de Johnson-Nyquist y teoría de la información – , su máquina no se puede construir.